# José Joaquín Fernández de Lizardi
José Joaquín Fernández de Lizardi (Mexikóváros, 1776. november 15. – 1827. június 27.) mexikói költő, író, újságíró, függetlenségi harcos.

## Életrajz
Sokan tartják Latin-Amerika legelső regényírójának. Tanult latint és teológiát, szolgált a hadseregben, részt vett Hidalgo függetlenségi felkelésében 1810-ben és 1812-ben megalapította az El pensador mejicano című lapot, amit a függetlenségi mozgalomnak szentelt. Később a lap nevét használta álnévként (Mexikói Gondolkodó), majd több lapot is kiadott: ezek például az Alacenas de Friolera, a Cajoncito de la Alacena vagy az El conductor eléctrico. A függetlenségi harc kudarca miatt és szókimondóságáért többször is bebörtönözték. Valószínűleg a cenzúrát akarta kikerülni azzal, hogy a regényírás felé fordult. Az azonban bizonyos, hogy mindhárom legismertebb regénye a cenzúra elnyomása alatt íródott, majd miután Mexikó függetlenné vált, visszatért az újságíráshoz.
Regényei a középosztálybeli kreolok új értékrendjét tükrözik, akik a gyarmatosító rendszer ellen tiltakoznak. Mindezt pikareszk stílusban írja meg, amelyet Spanyolországból kölcsönöz. Mint tudjuk, ezek a kópéregények egyszerű, szerény körülmények között élő személyek kalandjai, akik a társadalmon élősködnek. A hanyatlás és a megbánás könyvei. Fernández de Lizardi ezt a hanyatlást érezte a gyarmati intézményekben – egyházban, kolostorokban, bíróságokon, hadseregben, egyetemeken.
Rendkívül életteli képet mutat a gyarmati társadalomról, annak romlottságáról: a sekrestyés hullarabló, míg a szerzetesek mulatságokon dorbézolnak. Továbbá kifejezi hitét a nemzetek önmeghatározásában, kihangsúlyozza a faji megkülönböztetés megalapozatlanságát és a tényt, hogy a dél-amerikai társadalmak semmivel sem kevesebbek az európaiaknál. Utolsó könyvében az ideális társadalmat rajzolja le.
Gümőkórban hunyt el Mexikóvárosban. Családja szegénysége miatt névtelen sírba temették, így nem kerülhetett a sírkövére, amit ő maga fogalmazott: „Itt nyugszik a Mexikói Gondolkodó, aki megtette a hazájáért, amit lehetett.”

## Művei
El periquillo sarniento (1816)
A cím a főszereplő, Pedro Sarmiento gúnynevére utal és a majmolás jelképe, ami a korabeli helyi társadalom legfőbb gyengesége volt. A történetet maga Pedro meséli a halálos ágyán, hogy tanuljanak belőle a fiatalok. A főszereplő családja a lagymatag igazgatásból kifolyólag tévelygő és túlságosan engedékeny. Szülei szerény polgárok, akik örökség gyanánt nem tudnak gyermeküknek mást adni, mint műveltséget és jótanácsaikat. Az iskolák, amiket látogat, vagy túl szigorúak, vagy túl gyengék. Mindennek tetejébe az engedékeny anya nagyobb befolyással bír, mint a valósághűbben tájékozódó apa. Így hát a gyereket egyetemre küldik ahelyett, hogy kereskedelmet tanulna, de ott nem tanul meg semmit. Amikor az apja meghal, hagyaték híján nincs számára a társadalomban hely, csak az egyháznál vagy a katonaságnál. Tönkreteszi anyját, aki szegénységben hal meg. Mind lejjebb süllyed a ranglétrán, lesz belőle szélhámos, kuruzsló, sekrestyés, írnok és verbuváló is. A hadseregnél szolgál, amikor hajótörést szenved egy szigeten, ahol az emberek felfedezték a Jó kormányzás titkát. Aláhúzza, hogy a szigetlakók nem naplopók, itt nincs nemesség és tapasztalaton alapuló módszereket alkalmaznak. Végül majdnem teljesen elzüllik, amikor rablónak áll, de szerencsére még épp időben megtér halála előtt. A regény nemcsak rávilágít a hiányosságokra, de észszerű reformokat is ajánl.
La Quijotita y su prima (1818)
Bemutatja sajnálatos következményeit annak, ha a nőket csak családanyáknak és feleségnek nevelik.
Noches tristes y día alegre (1819)
Teófilo hitbéli próbatétele 4 éjszakán át, amikor a világ mulandóságáról és az erényről, valamint az ember és Isten közötti kapcsolatról értekezik. Párbeszédszerűen megírt mű.
La defensa de los francmasones (1822)
Röpirat, egyenlőséget szorgalmaz minden embernek, legyen bármilyen a bőrszíne, emancipációt a nőknek és teljes vallási szabadságot. A szabadkőműveseket védi és a nemességet és a papságot támadja.
Don Catrín de la Fachenda (1825)
Egy öntelt nemes sarj, aki lenézi a munkát.